# Huangjiazhai (köpinghuvudort i Kina, Qinghai Sheng, lat 36,87, long 101,71)
Huangjiazhai (kinesiska: 黄家寨, 黄家寨镇) är en köpinghuvudort i Kina. Den ligger i provinsen Qinghai, i den nordvästra delen av landet, omkring 27 kilometer norr om provinshuvudstaden Xining. Antalet invånare är 34 888. Befolkningen består av 16 597 kvinnor och 18 291 män. Barn under 15 år utgör 18,0 %, vuxna 15-64 år 74 %, och äldre över 65 år 6,0 %.
Runt Huangjiazhai är det tätbefolkat, med 881 invånare per kvadratkilometer. Närmaste större samhälle är Qiaotou, 8,2 km norr om Huangjiazhai. Trakten runt Huangjiazhai består i huvudsak av gräsmarker.
Genomsnittlig årsnederbörd är 518 millimeter. Den regnigaste månaden är juli, med i genomsnitt 138 mm nederbörd, och den torraste är januari, med 2 mm nederbörd.